# 分岐点移動
分岐点移動（ぶんきてんいどう、英: branch migration）とは、ホリデイジャンクションにおいて相同なDNA鎖間で塩基対が連続的に交換され、その分岐点がDNA配列上を移動する過程である。分岐点移動は遺伝的組換えの第二段階であり、相同染色体の間での一本鎖DNAの交換に続いて行われる。この過程はランダムで、分岐点は鎖のどちらの方向にも移動する場合があり、それによって遺伝物質がどの程度交換されるかに影響が生じる。分岐点移動はDNA修復や複製過程でもみられ、配列中のギャップを埋める際に行われる。また、外来DNAが鎖に侵入する際にも観察される。

## 機構

### 細菌

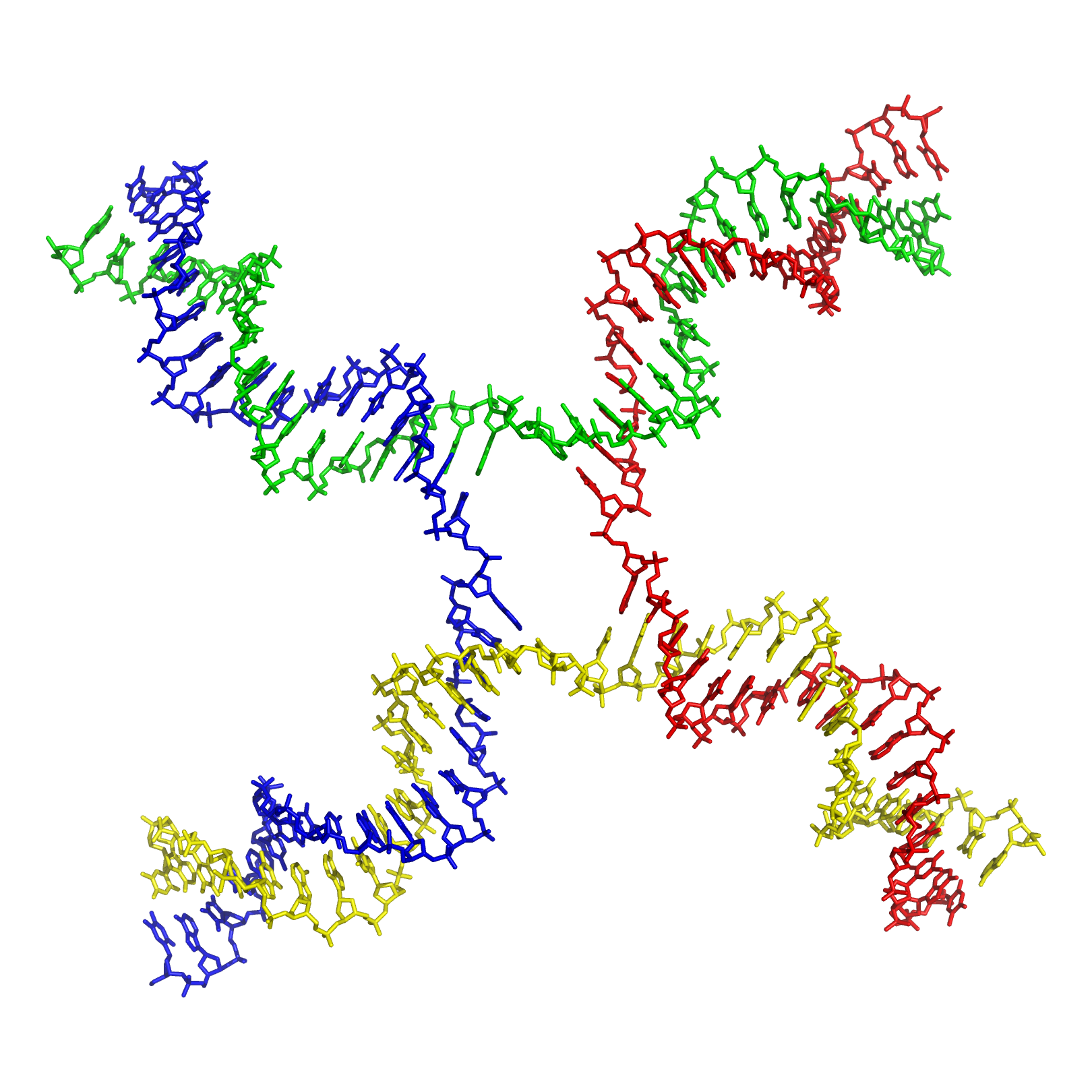
ホリデイジャンクションの"open X"型構造。RuvAはDNAに結合し、四方の二本鎖の間に収まる。また、RuvAはジャンクション中心部の内側に収まるドメインも持っている。

細菌の分岐点移動の機構は、大腸菌Escherichia coliで多くの研究がなされている。大腸菌では、RuvAとRuvBがともに複合体を形成し、いくつかの方法でこの過程を促進する。RuvAは四量体であり、ホリデイジャンクションが"open X form"（開いたX形）となっている際に結合する。RuvAタンパク質は、ジャンクションに出入りするDNAが自由に回転したりスライドしたりできるような形で結合を行う。RuvAは酸性アミノ酸からなるドメインを持ち、ジャンクションの中心部での塩基対形成に干渉する。これによって塩基対は強制的に引き離され、相同鎖と再アニーリングすることができるようになる。
分岐点の移動が起こるためには、RuvAはRuvBならびにATPと結合していなければならない。RuvBはATPを加水分解する能力を持ち、分岐点の移動を駆動する。RuvBはヘリカーゼ活性を持つ六量体で、DNAに結合する。ATPが加水分解されると、RuvBは再結合した鎖をジャンクションから引き抜きながら回転させるが、ヘリカーゼのように鎖を分離することはない。
分岐点移動の最終段階はresolution（解離、解消）と呼ばれ、RuvCタンパク質を必要とする。このタンパク質はホリデイジャンクションが"stacked X form"（重なったX形）となっている際に結合する。RuvCはエンドヌクレアーゼ活性を持つ二量体で、2つの鎖をほぼ同時に切断する。切断は対称的であり、その結果、一本鎖切断を持つ2つの再結合したDNA分子が形成される。

### 真核生物
真核生物における機構はもっと複雑であり、異なるタンパク質や付加的なタンパク質が関与するが、基本的には同じ経路をたどる。真核生物で高度に保存されたタンパク質であるRad54は、ホリデイジャンクション上でオリゴマー化し、分岐点移動を促進することが報告されている。

### 古細菌
好熱性クレン古細菌Sulfolobus acidocaldariusから単離された、Saci-0814と命名されたヘリカーゼは、DNAのホリデイジャンクション構造を解離させ、またin vitroで分岐点移動活性を持つことが示されている。Saci-0814を欠損したS. acidocaldarius株は相同組換え頻度が1/5に低下することから、Saci-0814が相同組換えに関与していることが示唆される。こうした証拠からは、Saci-0814が相同組換えに利用され、分岐点移動のためのヘリカーゼとして機能していると考えられる。相同組換えはS. acidocaldariusのような超好熱菌が効率的にDNA修復を行うための重要な適応であるようである。ヘリカーゼSaci-0814はスーパーファミリー2ヘリカーゼの中のaLhr1（archaeal long helicase related 1）に分類され、そのホモログは古細菌の間で保存されている。

## 制御

ホリデイジャンクションの構造は、Mg^{2+}濃度に依存して"open X"構造（上）と"stacked X"構造（下）の間での変換が行われる。

分岐点移動の速度は組換え時に存在する二価イオン、具体的にはマグネシウムイオン（Mg2+）の濃度に依存している。こうしたイオンはホリデイジャンクションがとる構造を決定し、安定化する役割を果たしている。イオンが存在しない場合にはDNA骨格は互いに反発しあい、ジャンクションは"open X"構造をとる。この条件は分岐点移動に最適であり、ジャンクションは鎖を自由に移動する。イオンが存在する場合には、イオンによって負に帯電した骨格が中和されるため、鎖は互いに近づきあい、ジャンクションは"stacked X"構造をとる。この状態はジャンクションの解離に最適であり、ジャンクションへのRuvCの結合が可能となる。